# Vulpes zerda
El fénec, feneco o zorro del desierto  (Vulpes zerda) es una especie de mamífero carnívoro de la familia Canidae que habita en el desierto del Sáhara y península del Sinaí. Con sus características orejas, se trata de la especie más pequeña de su familia. Su pelaje, orejas y función renal están adaptadas a las condiciones físicas del desierto: temperaturas extremas y escasez hídrica. Las orejas le sirven como sistema de ventilación y refrigeración de la sangre que le ayuda a soportar las elevadas temperaturas y el clima extremo del desierto.
El término fénec proviene del árabe, que significa zorro, y el epíteto específico, zerda, que proviene del griego, se refiere a su seco hábitat (xeros). Otros autores proponen el significado de «astuto» para la traducción de zerda en griego.

## Taxonomía
Aunque Skjöldebrand nombró la especie como Vulpes minimus en 1777, fue Zimmermann quien la describió por primera vez en 1780 con el nombre de Canis zerda. Desde entonces la especie ha sido nombrada como Canis cerdo Gmelin, 1788, Viverra aurita Meyer, 1793, Fennecus arabicus Desmarest, 1804, Megalotis cerda Illiger, 1811, Fennecus brucei Desmarest, 1820, Canis fennecus Lesson, 1827, Vulpes denhamii Boitard, 1842, Vulpes zaarensis J. E. Gray, 1843, Canis saharensis Leuck. vía Gray, 1843, Canis pygmeus Leuck. vía Gray, 1843 y Vulpes zerda Corbet, 1978.
El nombre de Fennecus zerda fue utilizado por autores como Ellerman y Morrison-Scott en 1966, Nowak en 1991 o Tedford et al. en 1995. Sin embargo, los estudios de biología molecular realizados desde 1997 sobre la especie concluyen que debe permanecer en el género Vulpes, habiéndose separado de la especie Vulpes cana hace entre 4 y 4,5 millones de años.
Anatómicamente, carece de glándula almizclera y posee 32 pares de cromosomas, a diferencia de otras especies de zorros, que tienen entre 35 y 39 pares.[cita requerida]

## Descripción

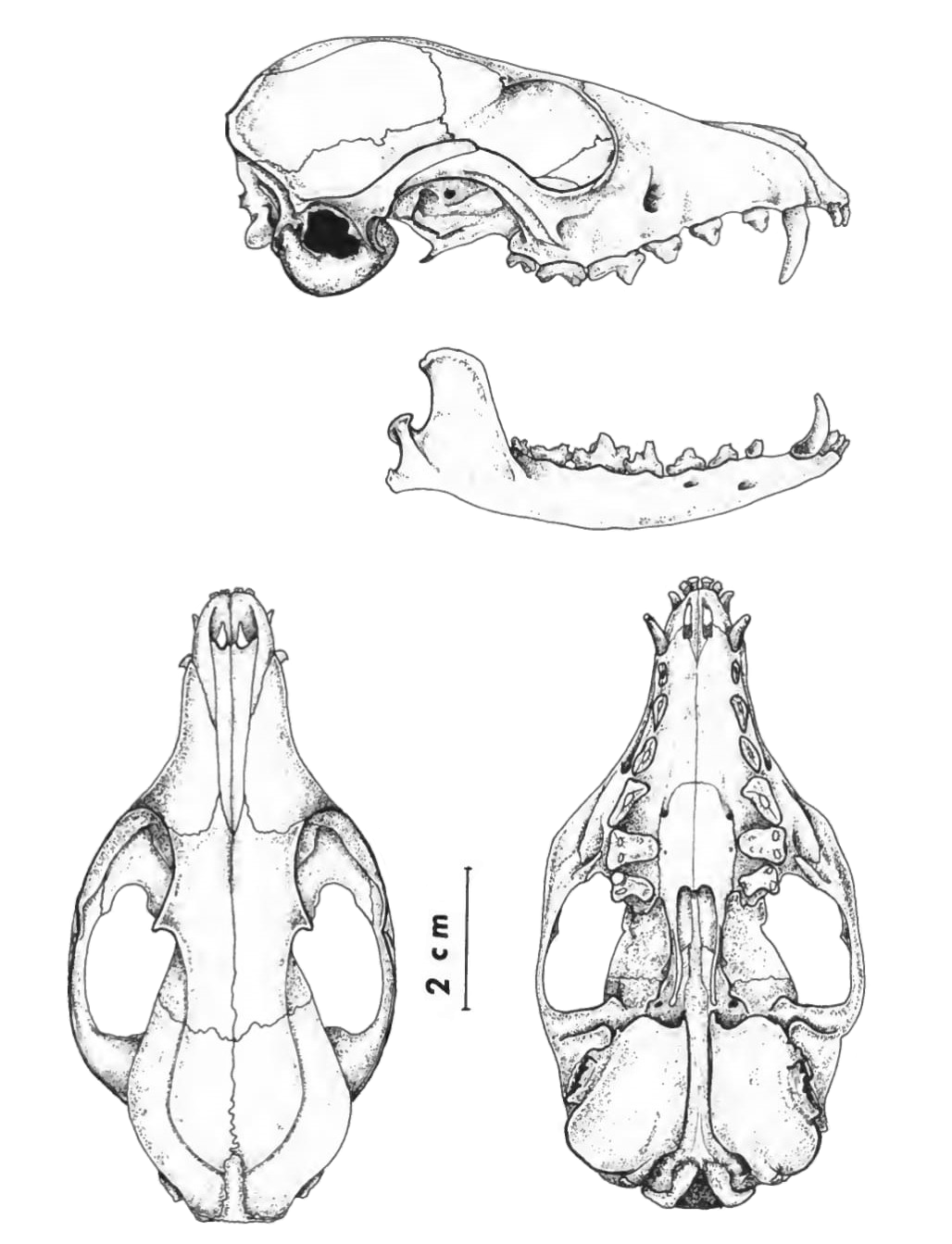
Cráneo de fénec

Se trata del cánido de menor tamaño que existe, pues solo tiene una altura de hasta 21 cm en la cruz y entre 35 y 41 cm de largo, más de 18 a 30 cm de cola, y pesa entre 1 y 1,5 kg. Sus rasgos más distintivos son su pelaje color arena, más claro en la cara y el vientre, su cola larga y lanosa con la que se abriga cuando duerme, el morro muy corto, almohadillas plantares peludas y sobre todo sus enormes orejas (de 10-15 cm), que le ayudan tanto a oír hasta el menor sonido como para irradiar el exceso de calor al exterior, y por esta razón suele escogerse como ejemplo de adaptación al medio desértico en contraposición al zorro de orejas pequeñas que habita en el círculo polar ártico. Su pelaje le ayuda a reflejar la intensa radiación diurna y, durante la noche, a conservar su calor corporal.

Suele alcanzar la edad de 10 a 12 años en la naturaleza. Sus depredadores principales son el caracal y las especies africanas del género Bubo sp.

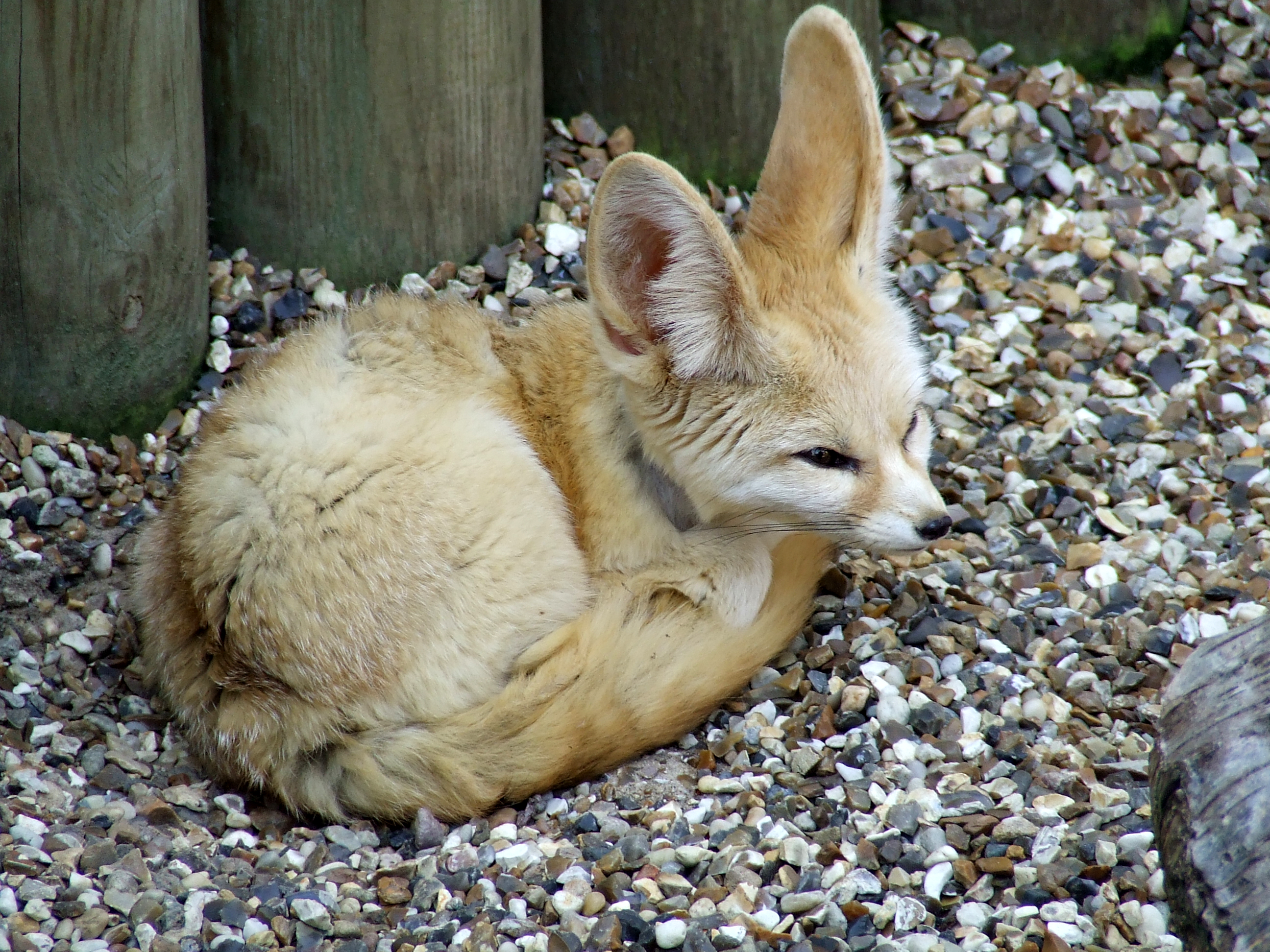
Fénec.

## Comportamiento
Es un animal nocturno que se alimenta de insectos, reptiles, roedores, aves y sus huevos. Su sentido del oído es tan fino que puede incluso escuchar a sus presas en sus madrigueras. Complementa su dieta con frutos (dátiles, bayas, etc.) que encuentra en los oasis, donde también se aprovisiona de agua, aunque puede vivir sin ella. Pueden llegar a saltar hasta 60 cm en altura y 120 cm de longitud, lo que les ayuda a cazar y huir de sus enemigos.
Al amanecer retorna a su madriguera, a veces de hasta 10 m de profundidad y 120 m²  horas del día a salvo del calor. Estas pueden estar interconectadas con las madrigueras de otros grupos.
Las hembras comparten la madriguera con sus crías (de dos a cinco en cada parto), mientras que los machos son solitarios, aunque a veces ayudan a su pareja durante el periodo de gestación y lactancia.
El fénec es un animal sorprendentemente fácil de domesticar,[cita requerida] que se habitúa fácilmente a vivir con humanos.[cita requerida] No obstante, se le considera una especie rara y por ello es ilegal tenerlos como mascota en muchas zonas de su área de distribución.

## Reproducción

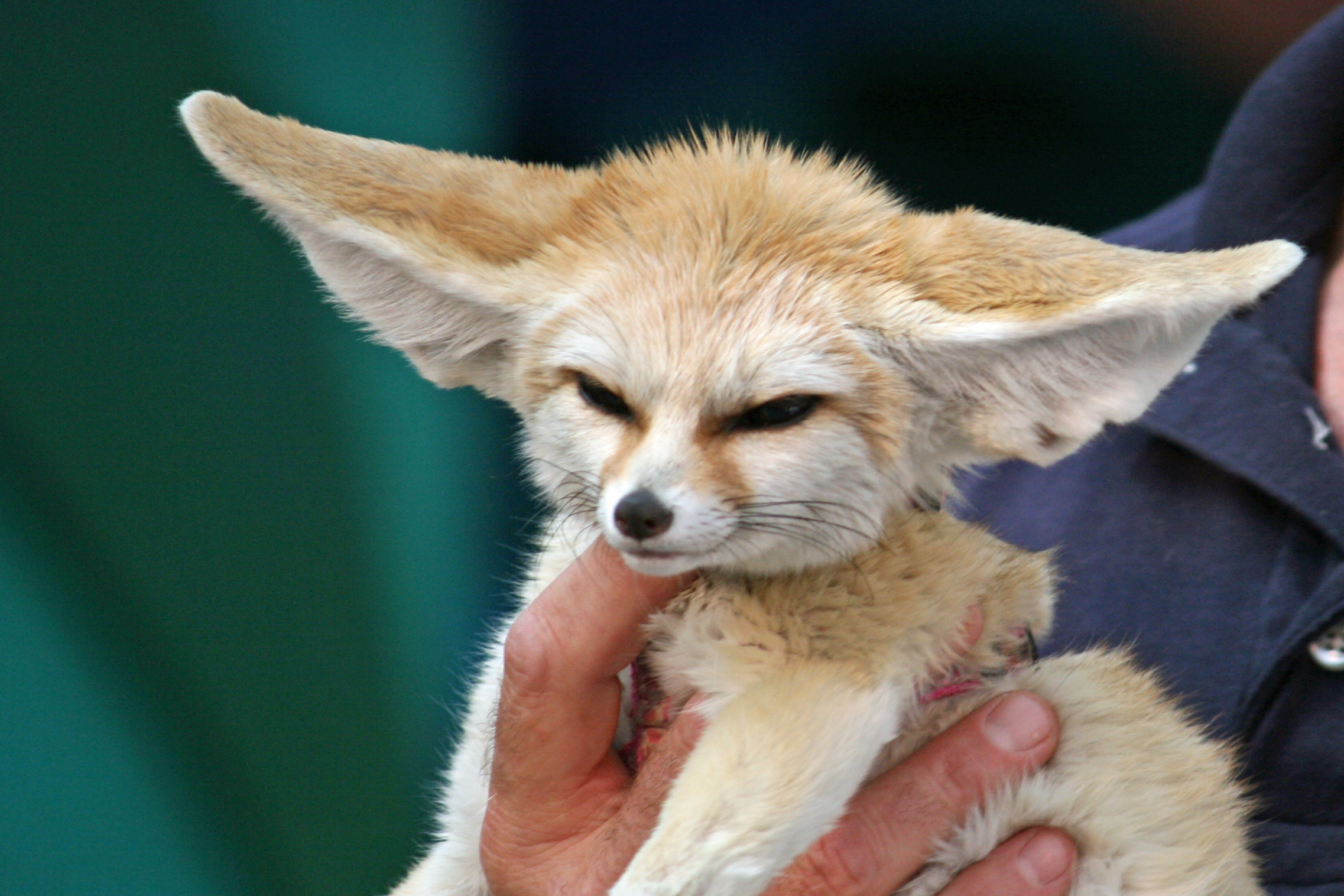
Un ejemplar de fénec de diez meses de edad, mostrando sus llamativas enormes orejas.

Los fénecs son animales sociales que se emparejan de por vida y defienden su propio territorio. La madurez sexual se alcanza a los nueve meses de edad. En su hábitat natural, el apareamiento tiene lugar entre enero y febrero, y solo una vez al año. La cópula puede durar más de dos horas. Las crías nacen tras un período de gestación de unos cincuenta días, suelen nacer entre marzo y abril.

## Distribución y hábitat
La especie se distribuye entre África y Asia, Argelia) a la península del Sinaí y no más allá del norte de Níger.
La madriguera típica del fénec está excavada en la arena, tanto en áreas abiertas como en zonas protegidas por la vegetación (dunas fijas), y suelen tener varias entradas, si el sustrato lo permite.

### Población
El estado de conservación del fénec no es preocupante, según la UICN. y como no amenazada, pero cuyo comercio ha de ser regulado, según el CITES.
Es frecuentemente perseguida y cazada por su piel, aunque no causa ningún daño a los intereses humanos. No existen estimaciones precisas sobre el tamaño de la población, pero se asume que no peligra debido a las observaciones de los tramperos que los venden a los turistas o para exhibiciones.

## En la cultura
El fennec es el animal nacional de Argelia. También sirve como apodo para el equipo de fútbol de Argelia, «Los Fennecs».
Fennec es el nombre en clave de Firefox Móvil, la versión para dispositivos móviles de Mozilla Firefox.